# Requerimiento (historia de América)

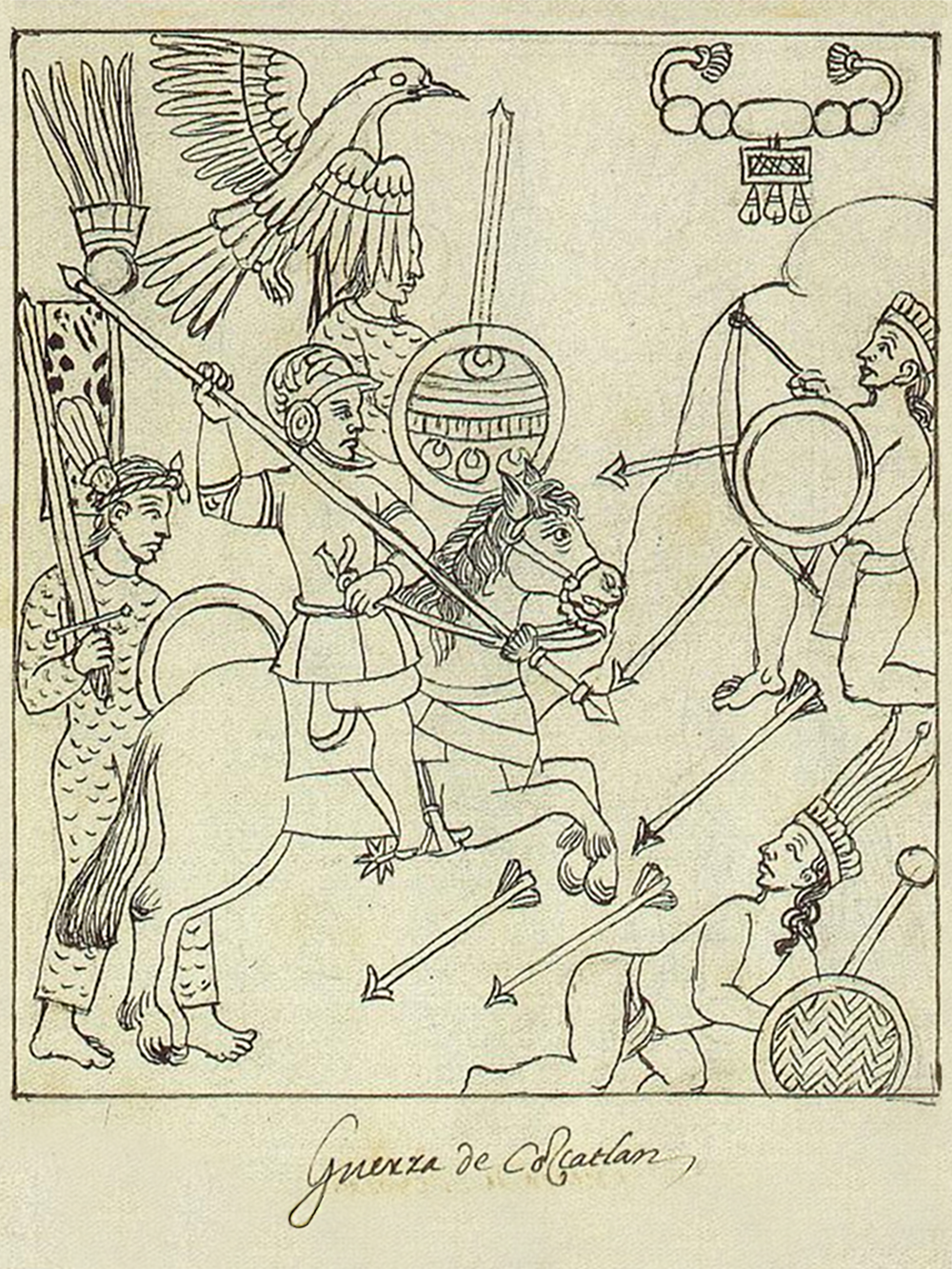
Conquista de Mesoamérica: Batalla de Cuzcatlán.

El Requerimiento, o Requerimiento de Palacios Rubios, fue un texto español, escrito por el jurista Juan López de Palacios Rubios en 1512 en el contexto de las Leyes de Burgos. Fue una fórmula jurídica usada durante la conquista de América y se exigía a los conquistadores que debía ser leído a viva voz a grupos, asambleas o autoridades de los pueblos indígenas para informar, como procedimiento previo antes de emplear las armas, y de obligado cumplimiento, para pedir su sometimiento a los reyes españoles o sus enviados (los conquistadores). El texto era la argumentación que apelaba a las causas del derecho natural y justicia de la Europa cristiana, que de acuerdo a sus creencias, se había oficializado, antes de emprender ninguna guerra de conquista de las tierras americanas obtenidas por las corona de Castilla por parte del papado para la evangelización y establecimiento de la fe cristiana y la leyes imperantes entonces. En caso de rechazo sería causa de una guerra Justa, bellum iustum.

## Descripción
Por medio de éste, se exigía al conquistador que debía informar a los caudillos indígenas de que el Dios cristiano, según sus creencias, creador de los primeros hombres, había elegido al apóstol San Pedro y a sus sucesores de Roma como monarcas del mundo, superiores en autoridad moral a todos los príncipes de la Tierra. Un Papa posterior, Alejandro VI,  había conferido la posesión de las tierras del nuevo continente al rey de Castilla con el objetivo de extender la fe cristiana. Por consiguiente, los indígenas recibían la orden de reconocer su autoridad y quedar como sus súbditos libres, cristianos. Toda negativa o toda tardanza en aceptar estas demandas entrañarían la guerra inmediata (guerra justa), haciéndoles reos de muerte o de prisión como rebeldes o infieles. La lectura de la conminación terminaba con la amenaza de castigo de tomar los bienes de los beligerantes,  de hacerles "todos los males y daños que pudiere" hasta sujetarles al yugo de la Iglesia y la Corona, si no cumplían con este mandato o requerimiento, liberando de toda responsabilidad a los combatientes del resultado de los hechos de armas.  
Con la conquista surge la discusión entre Castilla y Portugal sobre la posesión de las tierras descubiertas y la titularidad de las zonas de expansión en el Atlántico. Esto se resuelve en 1494 con el Tratado de Tordesillas. De igual forma, el Requerimiento da lugar a un debate político y moral sobre los derechos de los indígenas y su condición de hijos de Dios. Mientras los españoles someten a los habitantes del nuevo continente y los convierten al cristianismo, surge la preocupación moral sobre la vida y condición de estas personas. Algunos españoles, como por ejemplo Bartolomé de las Casas, se manifestaron públicamente sobre este tema.
En 1511 el dominico fray Antonio de Montesinos también trata esta cuestión. Dirigiendo un sermón a sus fieles de La Española denuncia el mal trato a los habitantes del nuevo continente, lo que provoca al año siguiente en Burgos una junta de teólogos y juristas para discutir el problema. Esta junta reconoce que los indios son hombres libres, pero que deben someterse a la Corona de España en virtud de las bulas.
Teólogos y juristas piensan que deben ser instruidos en la fe, que tengan casas y haciendas propias y que trabajen a cambio de un salario. Se cree que estos ignoran la concesión del papa a los reyes de Castilla, por ello deben explicarse a través de una declaración que ha de ilustrar la existencia de Dios, de cómo Jesucristo concedió el principado al papa y de cómo uno de los pontífices hizo donación de sus tierras a los españoles y que en consecuencia son dueños de esas tierras. Esto es lo que contenía esa explicación de pertenecimiento de los territorios en proceso de conquista a España recogida en el requerimiento.
Fue redactado por el jurista Juan López de Palacios Rubios en 1512, que explicaba que Dios hizo el cielo y el planeta y una pareja de la que todos provenimos, y que hizo a san Pedro para que fuese el linaje superior del ser humano el descendiente de este, vivía en Roma y era el papa, quien hizo donación de todas las Indias a los reyes de Castilla en virtud de ciertas escrituras. Los indios podían tomarse todo el tiempo necesario, pero su colofón dictaba que si no aceptaban la posesión de las indias por parte de los españoles, les amenazaban con la guerra y la esclavitud. El formalismo duró décadas.
Texto

De parte del muy alto y muy poderoso y muy católico defensor de la iglesia, siempre vencedor y nunca vencido el gran Rey don Fernando V de España de las dos Sicilias, de Jerusalén, de las Islas y tierras firmes del Mar Océano, etc. Tomador de las gentes bárbaras, de la muy alta y poderosa Sra. la Reina Doña Juana, su muy cálida y amada hija, nuestros Señores, yo Dávila su criado, mensajero y capitán, los notifico y les hago saber como mejor puedo:
Que Dios nuestro señor único y eterno, creó el cielo y la tierra, un hombre y una mujer de quienes nosotros y vosotros fueron y son descendientes y procreados y todos los de después de nosotros vinieron, mas la muchedumbre de la generación y de esto ha sucedido de cinco mil y mas años que el mundo fue creado, fue necesario que unos hombres fuesen de una parte y otros fuesen por otra y se dividiesen por muchos reinos y provincias de que una sola no se podrían sostener ni conservar.
De todas estas gentes nuestro Señor dio cargo a uno que fue llamado San Pedro, para que de todos los hombres del mundo fuese señor y superior, a quien todos obedeciesen y fuese cabeza de todo lo humano, donde quiera que los hombres estuviesen y viviesen en cualquier ley, secta o creencia, pidiéndole a todo el mundo por su reino, señorío y jurisdicción, y como quiera que le mando propusiese su silla en Roma como el lugar mas aparejado para regir el mundo, también le permitió que pudiese estar y poner su silla en cualquier otra parte del mundo, y juzgar, y gobernar a toda la gente, cristianos, moros, judíos, gentiles y de cualquier otra secta o creencia, a este llamaron Papa, que significa admirable, mayor, padre y guardador.
A este San Pedro obedecieron y tomaron por señor, Rey y superior del universo, los que en aquel tiempo vivían y asimismo han tenido todos los otros que después de él fueran al pontificado elegido y así se ha continuado hasta ahora y así se continuará hasta que el mundo se acabe.
Uno de los pontífices pasados que en lugar de este mundo, hizo donación de estas Islas y tierras firmes del Mar Océano, a los ricos Rey y Reinas y a los sucesores en estos reinos, con todo lo que en ellas hay según se contienen en ciertas escrituras que sobre ellos basaron, así que sus Altezas son Reyes y Sres. de estas Islas y tierras firmes, por virtud de dicha donación y como a tales Reyes y Sres. algunas Islas más y casi todas a quienes esto ha sido modificado has recibido a sus altezas y les han obedecido y servido y sirven como súbditos lo deben hacer, con buena voluntad y sin ninguna resistencia, luego de su inclinación como fueron informado de lo susodicho, obedecieron y recibieron a los valores religiosos que sus Altezas profesaban para que les predicasen y enseñasen la Santa fe, y todos ellos de su humilde y agradable voluntad sin apremio ni condición alguna se hicieron cristianos y lo son, sus Altezas los recibieron alegres y así los mandó tratar como a los otros súbditos y vasallos, los otros son pedidos y obligados a hacer lo contrario.
Por ende, como mejor puedo os ruego y requiero que entendáis bien lo que he dicho, y toméis para entenderlo y deliberar sobre ello el tiempo que fuere justo y reconoscais a la Iglesia por Señora y Superiora del universo mundo y al sumo pontífice llamado Papa en su nombre y al Rey y la Reina nuestros señores en su lugar como Superiores y Señores y Reyes de esta isla y tierra firme por virtud de la dicha donación y consentíais en ese lugar a que estos padres religiosos o declaren los susodichos.
Si así lo hicieres te ha de ir bien y aquello a que estas obligado, y sus altezas en su nombre los recibirán con todo amor y caridad, los dejarán vuestras mujeres hijos y haciendas libres, sin servidumbre, para que de ellas y nosotros hagáis libremente lo que quisieres y por bien tuvieres y no os compelerán a que tornéis cristianos, salvo si vosotros informados de la verdad quisieres convertir a la religión católica como lo han hecho casi todos los vecinos de estas islas y además de esto su Alteza dará muchos privilegios y exenciones que gozarán muchas veces.
Si no lo hicieres o en ello dilación maliciosamente pusieres, os certifico que con la ayuda de Dios entraré poderosamente contra vosotros y os haré guerra por todas las partes y maneras que tuviere y sujetaré al yugo y obediencias de la iglesia y de sus Altezas y tomaré vuestras personas y las de vuestras mujeres e hijos y los haré esclavos y como tales los venderé y dispondré de ellos como su Alteza mandare, y os tomaré vuestros bienes, y os haré todos los males y daños que pudiere como a vasallos que no obedecen y que no quieren recibir a su señor y le resisten y contradicen y protesto de los muertes y daños que de ellos se registraren serán a culpa vuestra y no de sus Altezas ni mía, ni de estos caballeros que conmigo vinieron y de como lo digo, requiero, pido al presente Escribano que me lo de como testimonio firmado y a los presentes ruego que de ello sean testigo.

## Historia y reacciones
El Requerimiento, cuyo nombre completo es Notificación y requerimiento que se ha dado de hacer a los moradores de las islas en tierra firme del mar océano que aún no están sujetos a Nuestro Señor, fue un documento realizado por orden de Fernando II de Aragón como respuesta al debate surgido acerca de la justicia de la Conquista de América, a partir de los sermones del dominico fray Antonio de Montesinos.
El Requerimiento fue usado por primera vez por Pedrarias Dávila en Panamá, "Tierra Firme", en 1513. Incluso se cree que fue expresamente preparado para dicha expedición, pues su financiamiento, mixto, en parte era inversión de la corona. De hecho, el título del Requerimiento hace alusión a su futuro uso en "Tierra Firme". Su texto fue impreso por vez primera en 1519, en la Suma de Geographia.
A los indígenas se les requería leyendo un manifiesto o ultimátum, preparado por el famoso jurista Juan López de Palacios Rubios, en el que se les instaba y rogaba que se convirtiesen al cristianismo y practicaran la obediencia a la autoridad de la corona.
La institución, convertida en un requisito legal previo para cualquier acción armada de conquista, se pervirtió rápidamente, llegando a leerse simbólicamente a varios kilómetros de la próxima aldea a ser tomada. Sin contar que la lectura se hacía en español, que no conocían los indígenas, los cuales en todo caso no estaban dispuestos a convertirse por el mero hecho de la lectura de una carta.
Es significativa la respuesta que dieron los caciques del río Sinú, en la actual Colombia, al conquistador Martín Fernández de Enciso cuando hizo la lectura del Requerimiento:

...pero en lo que decía que el Papa era señor de todo el universo en lugar de Dios, y que había hecho merced de aquella tierra al rey de Castilla, dijeron que el Papa debiera estar borracho cuando lo hizo, pues daba lo que no era suyo, y que el rey que pedía y tomaba tal merced debía ser algún loco, pues pedía lo que era de otros, y que fuese allá a tomarla, que ellos le pondrían la cabeza en un palo, como tenían otras (...) de enemigos suyos.

En algunos casos, la lectura del Requerimiento causó fuerte impacto y confusión inicial entre los indígenas. Por ejemplo, esta es la narración correspondiente a lo ocurrido tras leerse el requerimiento en lo que sería Santiago de Chile:

...sorprendió mucho a los caciques del valle de Mapocho, de tal modo que por largo rato enmudecieron (...) i sobrecogidos del dolor les faltaron las voces. Todo era mirarse los unos a los otros, sin determinarse ninguno a proferir una sola palabra. Pero en aquella, especie de enajenacion i de sorpresa en que los puso la resuelta i atrevida proposicion de Pedro de Valdivia, todos allá en su interior fueron del mismo dictamen. Pensaron prestar allí su consentimiento, i después de encerrar en las trojes sus cosechas, unirse para desalojar a aquellos insolentes forasteros.
Carvallo y Goyeneche, Descripcion Histórico Geografía del Reino de Chile

De hecho, el Requerimiento no dejó de ser criticado como ineficaz por algunos contemporáneos, como Fray Bartolomé de Las Casas o Gonzalo Fernández de Oviedo, este último recordaba al respecto:

...Yo pregunté después, el año de 1516, al doctor Palacios Rubios (porque él habia ordenado aquel requerimiento) si quedaba satisfecha la conciencia de los cristianos con aquel requerimiento, é díjome que sí si se hiciese como el requerimiento dice. Mas paréceme que se reía muchas veces cuando yo le contaba lo de esta jornada y otras que algunos capitanes después habían hecho; y mucho mas me pudiera yo reir de él y de sus letras (que estaba reputado por gran varon, y por tal tenia lugar en el consejo real de Castilla) si pensaba que lo que dice aquel requerimienlo lo habían de entender los indios sin discurso de años é tiempo.
Gonzalo Fernández de Oviedo, Historia General y Natural de las Indias, t. III cap. VII

Y porque la ceguedad perniciosísima que siempre han tenido hasta hoy los que han regido las Indias en disponer y ordenar la conversión de aquellas gentes ... ha llegado a tanta profundidad que hayan imaginado e practicado e mandado que se les hagan a los indios requerimientos que vengan a la fe e a dar la obediencia a los reyes de Castilla, si no que les harán guerra a fuego y a sangre, e los matarán e captivarán,...
Fray Bartolomé de las Casas, Brevísima relación de la destrucción de las Indias

Incluso sor Juana Inés de la Cruz parece hacer una parodia del Requerimiento en su obra El divino narciso, donde el personaje la Religión hace un llamado a alejarse de cultos profanos, y tras un segundo de silencio profiere intempestivas e imprevistas amenazas:

Pues la primera propuesta
de paz desprecias altiva,
la segunda, de la guerra
será preciso que admitas.
¡Toca el arma! ¡Guerra, guerra!
El divino narciso

En el siglo XX, el historiador guatemalteco Severo Martínez Peláez expresa que este requerimiento era un truco para justificar la esclavización legal de los indígenas con motivo de la guerra en los siguientes términos:

Sin embargo, hubo en este sangriento período, junto a la virtual esclavitud ya señalada, también la esclavitud autorizada y legal. En su afán de enriquecerse a toda prisa, los conquistadores se las arreglaron para obtener permiso de esclavizar, con base legal, a aquellos indígenas que presentaran una terca resistencia armada. Este hábil truco se complementó con el célebre Requerimiento de Palacios Rubios, instrumento jurídico redactado por el jurista del mismo nombre, que debía leerse a los indios para llamarlos a aceptar pacíficamente la soberanía del monarca español. Se les explicaba en él la existencia de los Papas como vicarios del Dios verdadero en la tierra, y cómo el último de los Papas, le había hecho donación de los territorios indianos a los reyes de España. En tal virtud, se invitaba –se requería– a los indios a aceptar “…a la Iglesia por señora y superiora del Universo Mundo, y al Sumo Pontífice llamado Papa en su nombre, y al Emperador e Reina doña Juana nuestros Señores en su lugar, como a superiores y Señores y Reyes de estas islas y tierra firme en virtud de la dicha donación…”  Se les hacía saber que, si aceptaban el requerimiento, “…os recibiremos con todo amor e caridad…”, pero en caso de rechazarlo o de diferir maliciosamente la respuesta, el documento advierte lo que habrá de pasarle a los indios: “…certifícoos que con la ayuda de Dios nosotros entraremos poderosamente contra vosotros, y os haremos guerra por todas las partes y maneras que pudiéremos, y os sujetaremos al yugo y obediencia de la Iglesia, y al de sus Magestades, y tomaremos vuestras personas, e a vuestras mujeres e hijos, e los haremos esclavos, e como tales los venderemos, y dispondremos de ellos como sus Magestades mandaren, e os tomaremos vuestros bienes, e os haremos todos los daños e males que pudiéremos, como a vasallos que no obedecen ni quieren recibir  a su Señor y le resisten e contradicen…” Esta última amenaza era el punto clave del requerimiento y su verdadera razón de ser, porque servía para justificar la esclavización de los indios y el robo de sus bienes. El documento no fue elaborado para que los indios lo aceptasen  y evitar así la guerra, sino precisamente contando con que no sería aceptado y daría una base legal a la esclavitud de guerra y al despojo de los nativos. Así lo prueba el uso que de él se hizo.
El requerimiento se convirtió en parte integrante del equipo que todo conquistador había de llevar consigo a América, y fue usado también por Alvarado en Guatemala. Como hombre práctico que era, el Adelantado evitaba pérdidas de tiempo enviando el requerimiento por delante de sí y de su hueste. Se le explicaba el contenido del documento a unos indios que estuviesen a mano y se les mandaba a explicarlo, con suficientes días de anticipación, a los indígenas de los pueblos a donde tendría que llegar la expedición en su itinerario. Había habido tiempo para entenderlo, para reflexionar y decidirse, y el conquistador podía atacar inmediatamente a su llegada.
De más está decir que este macabro truco legal sirvió en todas partes, no solamente en Guatemala, para encubrir violaciones y ruina para los nativos. Hubo ocasiones en que se leyó desde lo alto de una colina, a distancia en que los indígenas no podían siquiera escucharlo, no digamos ya entenderlo. Otras veces se leyó a gritos mientras los indios huían por los montes. Hubo también ocasión en que se leyó desde la cubierta de un navío, antes de desembarcar a hacer redadas de esclavos. Con sobrada razón exclamaba Fray Bartolomé de las Casas que no sabía si reír o llorar al leer aquella ensarta de absurdideces teológicas destinadas a legalizar la esclavitud.
Severo Martínez Peláez, La patria del criollo. Ensayo de interpretación de la realidad colonial guatemalteca